# Río Narcea
El río Narcea es un río del norte de la península ibérica, el segundo más importante de Asturias, España, tanto en longitud como en caudal. Es un afluente por la izquierda del río Nalón y sigue un trazado general en sentido suroeste-noreste.

## Curso

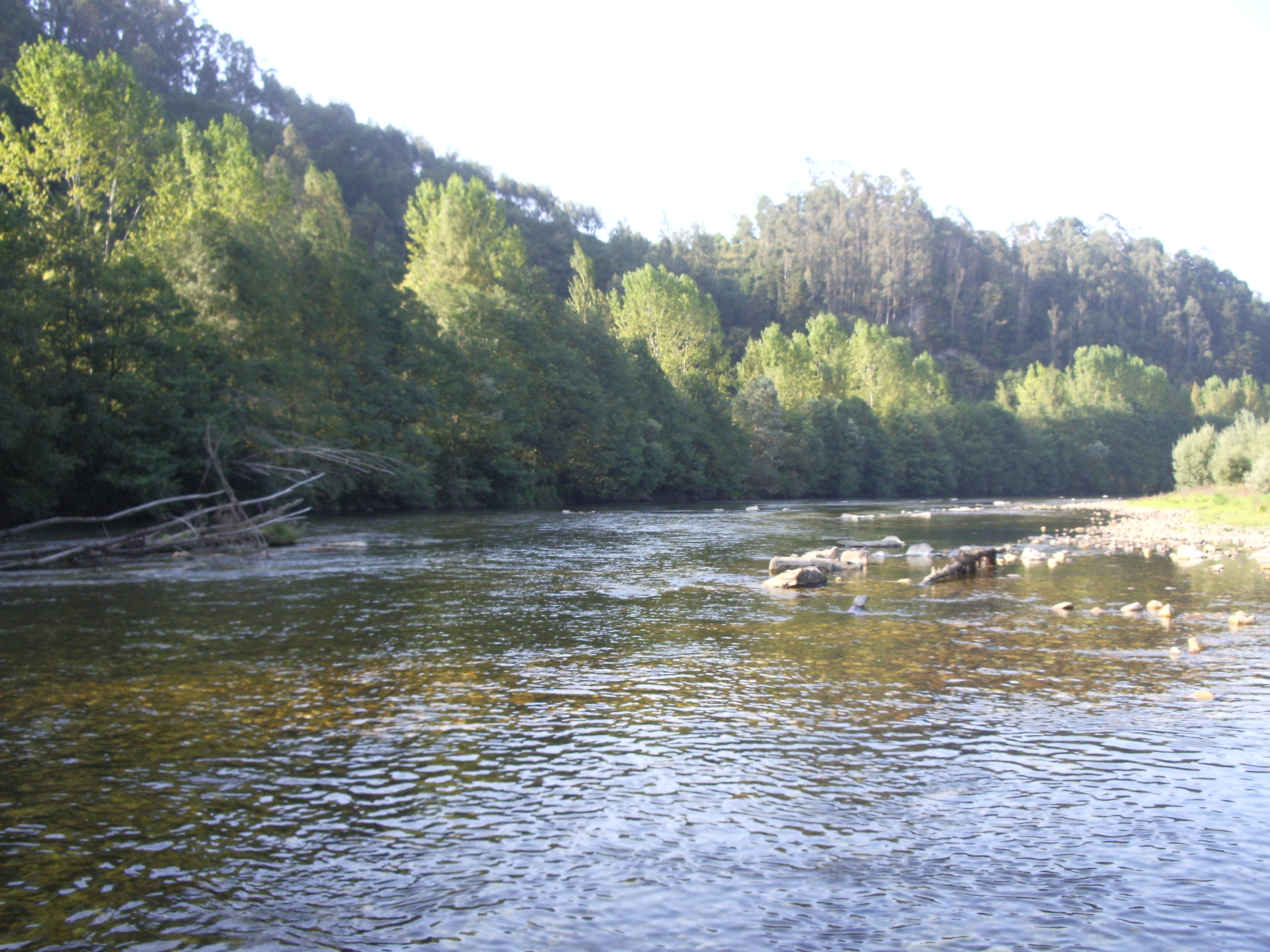
Río Narcea en Quinzanas.

Nace en las Fuentes del Narcea y desemboca en el río Nalón a la altura de Forcinas (Pravia), estando parte de su curso alto en el Parque natural de las Fuentes del Narcea, Degaña e Ibias.
A lo largo de su cauce, se han instalado dos grandes presas para aprovechamiento hidroeléctrico: la del embalse de La Barca, de 33,16 hm³; y la del embalse de La Florida, de 0,75 hm³. Además, una estación de bombeo situada en Quinzanas, suministra, a través del conocido como canal del Narcea, agua a la industria siderúrgica de Avilés.
La central térmica del Narcea posee una concesión para captar agua del río, con un caudal máximo de 10,6 m³/s y utilizarla en sus procesos productivos.
En su curso hay varios cotos de pesca muy fructíferos en cuanto a capturas de salmón, que lo sitúan entre los más "salmoneros" del Principado, con un 38,82 % del total de precintos, de los últimos 12 años, a pesar de que se interrumpió la migración río arriba con la construcción de los embalses de Calabazos y La Florida, en los años 60.
Sus afluentes principales son: por la derecha el Naviego, Onón, Genestaza y Pigüeña y por la izquierda el Coto, Arganza, Gera, Rodical y Nonaya, algunos de ellos provenientes de la zona de Muniellos.

## Poblaciones que atraviesa
- Monasterio de Hermo (Cangas de Narcea)
- Gedrez
- Rengos
- Vega de Rengos
- Ventanueva
- Sextorraso
- La Pescal
- Cibuyo
- La Regla
- El Llano
- Cangas del Narcea
- Corias
- Tebongo
- La Portiella
- Javita
- Villar de Lantero
- Villanueva de Sorribas (Tineo)
- La Florida
- Posadas
- Soto de la Barca
- Bebares
- Soto de los Infantes (Salas)
- La Vega
- Tuña
- Castañéu de Miranda (Belmonte de Miranda)
- Villanueva
- Ouviñana (Belmonte de Miranda)
- San Bartuelu
- Bárcena
- Láneo
- La Pesquera
- Rondero
- Cornellana
- Corias (Pravia)
- Quinzanas
- Forcinas